# Mont-de-Lans
Mont-de-Lans korábbi község (település) Franciaországban, Isère megyében. 2017. január 1-jén Vénosc községgel egyesült és Les Deux Alpes új község része lett.
Lakosainak száma 1097 fő (2018. január 1.). Mont-de-Lans Vénosc, Auris, Le Bourg-d’Oisans, Le Freney-d’Oisans, Mizoën és Saint-Christophe-en-Oisans községekkel határos.

## Népesség
A település népességének változása:
| Lakosok száma | 1208 | 1129 | 1941 | 1141 | 1097 |
|               | 2013 | 2015 | 2016 | 2017 | 2018 |